# Okres Beroun
Beroun (Duits: Beraun) is een district (Tsjechisch: Okres) in de Tsjechische Midden-Bohemen. De hoofdstad is Beroun. Het district bestaat uit 85 gemeenten (Tsjechisch: Obec).

## Lijst van gemeenten
De obce (gemeenten) van de okres Beroun. De vetgedrukte plaatsen hebben stadsrechten. De cursieve plaatsen zijn steden zonder stadsrechten (zie: vlek). Veel gemeenten in dit district zijn zelf weer onderverdeeld in deelgemeenten (části obcí).
Bavoryně - Beroun - Běštín - Broumy - Březová - Bubovice - Bykoš - Bzová - Cerhovice - Drozdov - Felbabka - Hlásná Třebaň - Hořovice - Hostomice - Hředle - Hudlice - Hvozdec - Hýskov - Chaloupky - Chlustina - Chodouň - Chrustenice - Chyňava - Jivina - Karlštejn - Komárov - Koněprusy - Korno - Kotopeky - Králův Dvůr - Kublov - Lážovice - Lhotka - Libomyšl - Liteň - Loděnice - Lochovice - Lužce - Malá Víska - Málkov - Měňany - Mezouň - Mořina - Mořinka - Nenačovice - Nesvačily - Neumětely - Nižbor - Nový Jáchymov - Olešná - Osek - Osov - Otmíče - Otročiněves - Podbrdy - Podluhy - Praskolesy - Rpety - Skřipel - Skuhrov - Srbsko - Stašov - Suchomasty - Svatá - Svatý Jan pod Skalou - Svinaře - Tetín - Tlustice - Tmaň - Točník - Trubín - Trubská - Újezd - Velký Chlumec - Vinařice - Vižina - Vráž - Všeradice - Vysoký Újezd - Zadní Třebaň - Zaječov - Záluží - Zdice - Žebrák - Železná

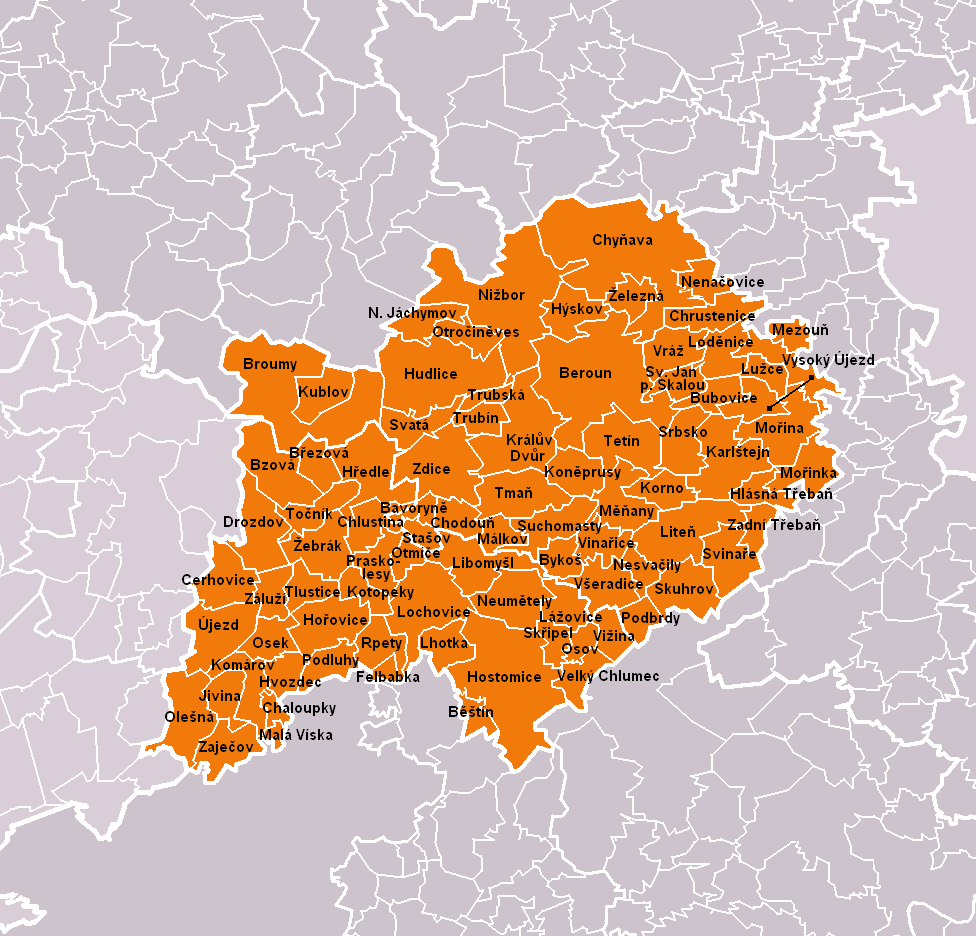
Gemeenten van okres Beroun

Benešov · Beroun · Kladno · Kolín · Kutná Hora · Mělník · Mladá Boleslav · Nymburk · Praha-východ · -západ · Příbram · Rakovník